# Seznam sídel v Chorvatsku, Ć
Toto je seznam sídel v Chorvatsku začínajících na písmeno Ć.
| Název       | Typ     | Župa                     | Město/opčina    | Počet obyvatel (2011) |
| ----------- | ------- | ------------------------ | --------------- | --------------------- |
| Ćelije      | vesnice | Vukovarsko-sremská       | Trpinja         | 121                   |
| Ćeralije    | vesnice | Viroviticko-podrávská    | Voćin           | 623                   |
| Ćore        | vesnice | Sisacko-moslavinská      | Dvor            | 33                    |
| Ćosinac     | vesnice | Požežsko-slavonská       | Pleternica      | 54                    |
| Ćosine Leze | vesnice | Požežsko-slavonská       | Požega          | 27                    |
| Ćuić Brdo   | vesnice | Karlovacká               | Rakovica        | 8                     |
| Ćunski      | vesnice | Přímořsko-gorskokotarská | Mali Lošinj     | 165                   |
| Ćurlovac    | vesnice | Bjelovarsko-bilogorská   | Veliko Trojstvo | 261                   |
| Ćusi        | vesnice | Istrijská                | Cerovlje        | 58                    |